# Mani Acili Glabrió (cònsol 67 aC)
Mani Acili Glabrió (en llatí: Manius Acilius M’. F. M’. N. Glabrio) va ser un magistrat romà. Era fill del tribú Mani Acili Glabrió i de Múcia (filla de Publi Muci Escèvola, cònsol el 133 aC). Es va casar amb Emília, una filla de Marc Emili Escaure (cònsol el 115 aC) de la que Sul·la el va obligar a divorciar-se el 82 aC. El 70 aC va ser pretor urbà i va dirigir el judici de Verres. Ciceró tenia confiança amb Glabrió com a jutge.
El 67 aC va ser elegit cònsol amb Gai Calpurni Pisó i a l'any següent procònsol a Cilícia a la que es van afegir Pont i Bitínia en virtut de la llei Gabínia, i va substituir a Luci Lucul·le en la direcció de la guerra contra Mitridates VI Eupator; es va trobar amb un exèrcit indisciplinat i amb un enemic que no estava pas derrotat com ell pensava, i va restar inactiu a la frontera de Bitínia. Lucul·le li va entregar el comandament de les legions, i llavors Glabrió va fer una proclamació deslliurant als soldats de la seva lleialtat a Lucul·le el que en realitat va fomentar la indisciplina. Mitridates va poder així assolar Capadòcia i recuperar gran part dels territoris que havia perdut. Per la Lex Manilia de bello Mithridatico el comandament de la guerra va ser transferit a Gneu Pompeu al que Glabrió va entregar el comandament.
Als debats sobre la conspiració de Catilina el 63 aC es va pronunciar per la pena capital pels culpables i va aprovar la tasca de Ciceró. El 57 aC va ser membre del col·legi de pontífexs.